# Carsten Scheel
Carsten Scheel (* 27. Juni 1972) ist ein ehemaliger deutscher Basketballspieler.

## Werdegang
Scheel spielte beim TV Lich und ab 1996 beim USC Freiburg. 1997 stieg er mit dem USC von der 2. Basketball-Bundesliga in die Basketball-Bundesliga auf. Der 2,10 Meter große Innenspieler stand während der Bundesliga-Saison 1997/98 in 23 Partien auf dem Spielfeld und erzielte im Mittel 4,6 Punkte sowie 3,1 Rebounds je Begegnung. Am Ende der Spielzeit 1997/98 lag Scheel mit den Freiburgern auf dem vorletzten Platz der Bundesliga-Tabelle, blieb mit der Mannschaft aber in der Liga. Seine besten Werte in einem Bundesliga-Spiel in den statistischen Wertungen Punkte (14) und Rebounds (7) erzielte Scheel im September 1998 gegen die SG Braunschweig.
Nach dem Bundesliga-Abstieg 1999 spielte er mit dem USC wieder in der zweithöchsten Spielklasse, im Anschluss an die Saison 2000/01 verließ er den Verein.